# Boku no Hero Academia: Heroes Rising
Boku no Hero Academia: Heroes Rising (jap. 僕のヒーローアカデミア THE MOVIE ヒーローズ: ライジング Boku no hīrō akademia za mūbī hīrōzu: raijingu) – japoński film animowany z 2019 na podstawie mangi My Hero Academia – Akademia bohaterów autorstwa Kōheia Horikoshiego, wyprodukowany przez studio Bones. Za reżyserię odpowiadał Kenji Nagasaki, natomiast scenariusz napisał Yōsuke Kuroda. Premiera w japońskich kinach odbyła się 20 grudnia 2019.

## Fabuła
Liga Złoczyńców jest ścigana przez kilku bohaterów podczas jazdy ciężarówką, która przewozi kapsułę podtrzymującą życie. Endeavor przybywa na miejsce i udaje mu się zniszczyć ciężarówkę, a złoczyńcy okazują się być klonami stworzonymi przez Twice’a, co wychodzi na jaw podczas wypadku. Postać znajdująca się w kapsule – złoczyńca o imieniu Nine, który dobrowolnie poddał się eksperymentom prowadzonym przez Darumę Ujiko – ucieka w trakcie kraksy i łączy siły ze swoją drużyną złoczyńców, by spełnić marzenie o stworzeniu społeczeństwa rządzonego przez osoby posiadające potężne indywidualności. Ujiko przekazał mu kopię mocy All For One, która pozwala na przejęcie ośmiu dodatkowych indywidualności oprócz jego własnej Manipulacji Pogodą. Nine potrzebuje jednak specjalnej mocy aktywacji komórek, aby wyleczyć się ze śmiertelnej choroby, która nasiliła się jako efekt uboczny jego modyfikacji.
Klasa 1-A z U.A. High została wysłana na odległą wyspę Nabu w ramach programu praktyk związanych z bezpieczeństwem. Izuku Midoriya, obecny posiadacz One For All, poznaje Mahoro Shimano oraz jej młodszego brata Katsumę, mieszkańców wyspy. Pomimo pewnej wrogości ze strony siostry, Izuku zaprzyjaźnia się z nimi, razem ze swoim rywalem Katsukim Bakugo, i odkrywa, że Katsuma pragnie zostać bohaterem, chociaż Mahoro stara się go odwieść od tego pomysłu, obawiając się o jego bezpieczeństwo. Tymczasem ojciec Mahoro i Katsumy zostaje zaatakowany przez grupę Nine’a, a jego indywidualność zostaje mu odebrana, jednak okazuje się ona niekompatybilna z grupą krwi Nine’a. Dowiedziawszy się o dzieciach mężczyzny mieszkających na Nabu, złoczyńcy dochodzą do wniosku, że jedno z nich może posiadać indywidualność z odpowiednią grupą krwi.
Grupa Nine’a przybywa na wyspę i niszczy wszelkie środki ucieczki oraz komunikacji. Klasa 1-A dowiaduje się o inwazji i dzieli się, by powstrzymać złoczyńców oraz chronić mieszkańców wyspy. Nine odnajduje dzieci i potwierdza, że to Katsuma posiada indywidualność, której szuka, ale Izuku interweniuje. Nine zdecydowanie przeważa nad Izuku dzięki swojej liczbie indywidualności i nawet z pomocą Bakugo bohaterowie zostają pokonani. Jednak Nine jest zmuszony do odwrotu po nadmiernym użyciu swoich mocy, co pozwala Klasie 1-A uratować Izuku, Bakugo oraz rodzeństwo Shimano. Po ponownym spotkaniu, uczniowie 1-A dochodzą do wniosku, dlaczego Nine chce Katsumę – po tym, jak chłopiec używa swojej mocy, by uleczyć Izuku i Bakugo. Postanawiają przygotować się do walki ze złoczyńcami, czekając na przybycie pozostałych bohaterów.
Po ewakuacji mieszkańców na pobliską, małą wyspę, klasa z powodzeniem oddziela Nine’a od jego grupy, a każdy ze złoczyńców zostaje pokonany przez uczniów. Jednak Nine unieszkodliwia wszystkich pozostałych uczniów, a następnie ponownie dominuje nad Izuku i Bakugo, po zażyciu płynów wzmacniających indywidualności, grożąc zniszczeniem całej wyspy. Widząc brak innego wyjścia, Izuku przekazuje One For All Bakugo, samemu używając resztek mocy. Wspólnymi siłami Izuku i Bakugo ostatecznie pokonują Nine’a, przy czym One For All u Izuku zdaje się całkowicie wygasać.
Gdy na wyspę docierają posiłki z kontynentu, All Might odnajduje nieprzytomnych Bakugo i Izuku, po czym odkrywa, że One For All nadal znajduje się w Izuku, a transfer do Bakugo został przerwany. All Might snuje teorię, że poprzedni użytkownicy One For All pragną, aby Izuku nadal ją posiadał. Tymczasem Tomura Shigaraki odnajduje osłabionego Nine’a i zabija go z pogardy, przysięgając, że dokończy to, czego Nine nie zdołał osiągnąć. Po aresztowaniu członków grupy Nine’a, klasa pomaga naprawić szkody wyrządzone na wyspie, a następnie wraca do domu. Izuku i Bakugo, którzy stracili wspomnienia z czasu, gdy Bakugo posiadał One For All, żegnają się z Katsumą i Mahoro. Izuku zapewnia Katsumę, że może zostać bohaterem, tak jak kiedyś All Might powiedział to jemu.

## Obsada
| Postać                  | Seiyū                                    |
| ----------------------- | ---------------------------------------- |
| Izuku Midoriya          | Daiki Yamashita Akeno Watanabe (dziecko) |
| Katsuki Bakugo          | Nobuhiko Okamoto Sachi Kokuryu (dziecko) |
| Shoto Todoroki          | Yūki Kaji                                |
| Ochaco Uraraka          | Ayane Sakura                             |
| Tenya Ida               | Kaito Ishikawa                           |
| Momo Yaoyorozu          | Marina Inoue                             |
| Eijiro Kirishima        | Toshiki Masuda                           |
| Tsuyu Asui              | Aoi Yūki                                 |
| Minoru Mineta           | Ryō Hirohashi                            |
| Denki Kaminari          | Tasuku Hatanaka                          |
| Kyoka Jiro              | Kei Shindō                               |
| Mina Ashido             | Eri Kitamura                             |
| Fumikage Tokoyami       | Yoshimasa Hosoya                         |
| Mezo Shoji              | Masakazu Nishida                         |
| Yuga Aoyama             | Kosuke Kowano                            |
| Mashirao Ojiro          | Kosuke Miyoshi                           |
| Hanta Sero              | Kiyotaka Furushima                       |
| Toru Hagakure           | Kaori Nazuka                             |
| Rikido Sato             | Tōru Nara                                |
| Koji Koda               | Takuma Nagatsuka                         |
| All Might               | Kenta Miyake                             |
| Shōta Aizawa            | Jun’ichi Suwabe                          |
| Nezu                    | Yasuhiro Takato                          |
| Recovery Girl           | Etsuko Kozakura                          |
| Yokumiru Mera           | Masami Iwasaki                           |
| Inko Midoriya           | Aya Kawakami                             |
| Endeavor                | Tetsu Inada                              |
| Hawks                   | Yūichi Nakamura                          |
| Rock Lock               | Yasuhiro Fujiwara                        |
| Tomura Shigaraki        | Kōki Uchiyama                            |
| Dabi                    | Hiro Shimono                             |
| Himiko Toga             | Misato Fukuen                            |
| Twice                   | Daichi Endou                             |
| Mr. Compress            | Tsuguo Mogami                            |
| Spinner                 | Ryo Iwasaki                              |
| Daruma Ujiko            | Minoru Inaba                             |
| Mahoro Shimano          | Tomoyo Kurosawa                          |
| Katsuma Shimano         | Yuka Terasaki                            |
| Nine                    | Yoshio Inoue                             |
| Slice                   | Mio Imada                                |
| Mummy                   | Kōsuke Toriumi                           |
| Chimera                 | Shunsuke Takeuchi                        |
| Ojciec Mahoro i Katsumy | Yasunori Matsumoto                       |

## Produkcja
23 marca 2019 podczas targów AnimeJapan 2019 ogłoszono, że planowany jest drugi film z serii My Hero Academia, którego premiera zaplanowana została na „zimę 2019 roku”. Kōhei Horikoshi miał odpowiadać za nadzór nad produkcją oraz projekty oryginalnych postaci. 7 lipca 2019 podczas wydarzenia „Hero Fes.” ujawniono tytuł oraz datę premiery filmu. Horikoshi oświadczył wtedy również, że będzie to ostatnia filmowa adaptacja serii. Podczas wydarzenia ogłoszono także, że za produkcję filmu odpowiadać będzie studio Bones, a do pracy powrócą reżyser Kenji Nagasaki, scenarzysta Yōsuke Kuroda, projektant postaci Yoshihiko Umakoshi oraz kompozytor Yūki Hayashi. 11 października 2019 roku poinformowano, że do obsady dołączą Tomoyo Kurosawa jako Mahoro oraz Yuka Terasaki jako Katsuma. 26 września 2019 ogłoszono, że Mio Imada zagra postać Slice, a Yoshio Inoue wcieli się w Nine’a. 11 listopada 2019 redakcja magazynu „Shūkan Shōnen Jump” podała do wiadomości, że Kōsuke Toriumi i Shunsuke Takeuchi zostali obsadzeni jako złoczyńcy Mummy i Chimera. 6 grudnia 2019 roku ujawniono, że Yūichi Nakamura podłoży głos postaci Hawksa.

## Ścieżka dźwiękowa
Muzykę do filmu skomponował Yūki Hayashi, który wcześniej stworzył ścieżkę dźwiękową do serialu anime My Hero Academia oraz do filmu Boku no Hero Academia: Futari no Hero. W październiku 2019 ujawniono, że zespół sumika wykona piosenkę przewodnią do filmu zatytułowaną „Higher Ground” (jap. ハイヤーグラウンド). Oryginalna ścieżka dźwiękowa do filmu została wydana w Japonii przez Toho Animation Records 18 grudnia 2019, a w Stanach Zjednoczonych przez Milan Records 17 lipca 2020.

## Wydanie
Premiera w japońskich kinach odbyła się 20 grudnia 2019. Pierwszy milion widzów otrzymał specjalny dodatek w postaci mangowej broszury autorstwa Horikoshiego, zatytułowanej „Vol. Rising”. Broszura zawierała rozszerzony wywiad z Horikoshim, projekty postaci oraz szkice. Film był również wyświetlany w wersji 4D w 81 kinach w Japonii od 24 stycznia 2020.